# Sex Bomb (Lied)
Sex Bomb ist ein Lied des britischen Sängers Tom Jones aus dem Jahr 1999, in Zusammenarbeit mit dem deutschen Musikproduzenten Mousse T.

## Hintergrund
Die Erstveröffentlichung von Sex Bomb erfolgte als Teil von Tom Jones’ Studioalbum Reload am 9. September 1999 bei Gut Records und V2 Records (Katalognummer: VVR1009302). Im November des gleichen Jahres erschien das Lied als Singleauskopplung aus dem Album in Europa (Katalognummer: VVR5011203). Im Vereinigten Königreich erschien diese am 10. Januar 2000 (Katalognummer: VVR5011173).
Außerhalb Großbritanniens diente der Titel als zweite Single aus Jones’ Album Reload, während er in Großbritannien die vierte Single war. Der Peppermint Disco Mix des Titels enthält ein Sample aus All American Girls von Sister Sledge. Eine andere Version des Songs erschien 2001 auf Mousse T.s Debüt-Soloalbum Gourmet de Funk.
Das Musikvideo zu dem Song wurde von Barry Maguire gedreht.

## Kommerzieller Erfolg

### Chartplatzierungen
Kommerziell erreichte „Sex Bomb“ Platz eins in Frankreich und der Schweiz und wurde ein Top-3-Hit in Österreich, Deutschland, Island, Italien, Spanien, dem Vereinigten Königreich und Wallonien.
| ChartsChartplatzierungen     | Höchstplatzierung | Wochen |
| ---------------------------- | ----------------- | ------ |
| Deutschland (GfK)            | 3 (17 Wo.)        | 17     |
| Österreich (Ö3)              | 3 (14 Wo.)        | 14     |
| Schweiz (IFPI)               | 1 (32 Wo.)        | 32     |
| Vereinigtes Königreich (OCC) | 3 (10 Wo.)        | 10     |

| ChartsJahrescharts (2000) | Platzierung |
| ------------------------- | ----------- |
| Deutschland (GfK)         | 28          |
| Österreich (Ö3)           | 33          |
| Schweiz (IFPI)            | 10          |

### Auszeichnungen für Musikverkäufe
| Land/Region                  | Auszeichnungen für Musikverkäufe (Land/Region, Auszeichnung, Verkäufe) | Verkäufe |
| ---------------------------- | ---------------------------------------------------------------------- | -------- |
| Belgien (BRMA)               | Gold                                                                   | 25.000   |
| Dänemark (IFPI)              | Gold                                                                   | 45.000   |
| Deutschland (BVMI)           | Gold                                                                   | 250.000  |
| Frankreich (SNEP)            | Gold                                                                   | 250.000  |
| Österreich (IFPI)            | Gold                                                                   | 25.000   |
| Schweden (IFPI)              | Gold                                                                   | 15.000   |
| Schweiz (IFPI)               | Gold                                                                   | 25.000   |
| Vereinigtes Königreich (BPI) | Silber                                                                 | 200.000  |
| Insgesamt                    | 1× Silber · 7× Gold ·                                                  | 835.000  |